# 小金崎
小金崎（こがねざき）は、青森県弘前市の地名。郵便番号は036-8123。

## 地理
国道7号、平川沿いにあり、当地の南側はすべて南津軽郡大鰐町に接する。北は石川、東は大鰐町八幡館、南は大鰐町鯖石、西は大鰐町森山に接する。

## 歴史

### 沿革
- 1889年（明治22年） - 町村制施行により、石川村の一部となった。
- 1891年（明治24年） - 当時の記録では人口158、戸数29、厩10とある。
- 1923年（大正12年） - 石川村から石川町になり、石川町の一部。
- 1957年（昭和32年） - 弘前市の大字になる。
- 1964年（昭和39年） - 合併後、住民の反対により、森山全域・八幡館の一部・小金崎の一部（いずれも現在は大鰐町）が大鰐町に編入。

## 世帯数と人口
2017年（平成29年）6月1日現在の世帯数と人口は以下の通りである。
| 大字               | 世帯数 | 人口 |
| ------------------ | ------ | ---- |
| 小金崎（小字全域） | 26世帯 | 72人 |

## 施設

### 交通
- 弘南鉄道大鰐線石川プール前駅

### 公共
- 温水プール石川
- 小金崎研修センター

### 行政
- 南部清掃工場

## 小・中学校の学区
市立小・中学校に通う場合、学区は以下の通りとなる。
| 大字   | 番・番地 | 小学校             | 中学校             |
| ------ | -------- | ------------------ | ------------------ |
| 小金崎 | 全域     | 弘前市立石川小学校 | 弘前市立石川中学校 |

## 交通
- 弘南バス
  - 小金崎（弘前バスターミナル - 大鰐南団地・碇ヶ関線）停留所。
- 弘南鉄道大鰐線
  - 石川プール前駅